# Kim Jong-gwan
Kim Jong-gwan (...) è un generale e politico nordcoreano, Ministro delle forze armate popolari (Ministro della difesa) della Corea del Nord dal dicembre del 2019 al 29 settembre 2021.

## Biografia
Kim è generale nell'Armata del popolo coreano e in precedenza ha comandato l'Ufficio di costruzione generale. Nel maggio del 2016 è stato nominato membro del 7° Comitato centrale del Partito del Lavoro di Corea e del 7º congresso del Partito. Nel marzo 2009, è stato eletto alla 12ª convocazione per il 334º distretto dell'Assemblea popolare suprema.
È stato un membro del comitato funebre del maresciallo Ri Ul-sol, morto nell'agosto del 2015, e del maresciallo Kim Yong-chun, morto nell'agosto del 2018.
Nel dicembre del 2019 è stato nominato Ministro delle forze armate popolari e promosso a Generale ed è diventato inoltre membro alternato del Politburo del Comitato centrale del Partito del Lavoro di Corea.